# Grand Prix Wielkiej Brytanii 2016
Grand Prix Wielkiej Brytanii 2016 (oficjalnie 2016 Formula 1 British Grand Prix) – dziesiąta eliminacja Mistrzostw Świata Formuły 1 w sezonie 2016. Grand Prix odbyło się w dniach 8–10 lipca 2016 roku na torze Silverstone Circuit w Silverstone.

## Lista startowa
Źródło: Wyprzedź Mnie!
| Nr | Kierowca          | Zespół                        | Samochód               | Silnik                         | Opony |
| -- | ----------------- | ----------------------------- | ---------------------- | ------------------------------ | ----- |
| 3  | Daniel Ricciardo  | Red Bull Racing               | Red Bull RB12          | TAG Heuer 1.6T V6              | P     |
| 5  | Sebastian Vettel  | Scuderia Ferrari              | Ferrari SF16-H         | Ferrari 059/5 1.6T V6          | P     |
| 6  | Nico Rosberg      | Mercedes AMG Petronas F1 Team | Mercedes F1 W07 Hybrid | Mercedes PU106C Hybrid 1.6T V6 | P     |
| 7  | Kimi Räikkönen    | Scuderia Ferrari              | Ferrari SF16-H         | Ferrari 059/5 1.6T V6          | P     |
| 8  | Romain Grosjean   | Haas F1 Team                  | Haas VF-16             | Ferrari 059/5 1.6T V6          | P     |
| 9  | Marcus Ericsson   | Sauber F1 Team                | Sauber C35             | Ferrari 059/5 1.6T V6          | P     |
| 11 | Sergio Pérez      | Sahara Force India F1 Team    | Force India VJM09      | Mercedes PU106C Hybrid 1.6T V6 | P     |
| 12 | Felipe Nasr       | Sauber F1 Team                | Sauber C35             | Ferrari 059/5 1.6T V6          | P     |
| 14 | Fernando Alonso   | McLaren Honda                 | McLaren MP4-31         | Honda RA616H 1.6T V6           | P     |
| 19 | Felipe Massa      | Williams Martini Racing       | Williams FW38          | Mercedes PU106C Hybrid 1.6T V6 | P     |
| 20 | Kevin Magnussen   | Renault Sport Formula 1 Team  | Renault R.S.16         | Renault RE16 1.6T V6           | P     |
| 21 | Esteban Gutiérrez | Haas F1 Team                  | Haas VF-16             | Ferrari 059/5 1.6T V6          | P     |
| 22 | Jenson Button     | McLaren Honda                 | McLaren MP4-31         | Honda RA616H 1.6T V6           | P     |
| 26 | Daniił Kwiat      | Scuderia Toro Rosso           | Toro Rosso STR11       | Ferrari 059/4 1.6T V6          | P     |
| 27 | Nico Hülkenberg   | Sahara Force India F1 Team    | Force India VJM09      | Mercedes PU106C Hybrid 1.6T V6 | P     |
| 30 | Jolyon Palmer     | Renault Sport Formula 1 Team  | Renault R.S.16         | Renault RE2016 1.6T V6         | P     |
| 33 | Max Verstappen    | Red Bull Racing               | Red Bull RB12          | TAG Heuer 1.6T V6              | P     |
| 44 | Lewis Hamilton    | Mercedes AMG Petronas F1 Team | Mercedes F1 W07 Hybrid | Mercedes PU106C Hybrid 1.6T V6 | P     |
| 45 | Esteban Ocon      | Renault Sport Formula 1 Team  | Renault R.S.16         | Renault RE2016 1.6T V6         | P     |
| 50 | Charles Leclerc   | Haas F1 Team                  | Haas VF-16             | Ferrari 059/5 1.6T V6          | P     |
| 55 | Carlos Sainz Jr.  | Scuderia Toro Rosso           | Toro Rosso STR11       | Ferrari 059/4 1.6T V6          | P     |
| 77 | Valtteri Bottas   | Williams Martini Racing       | Williams FW37          | Mercedes PU106C Hybrid 1.6T V6 | P     |
| 88 | Rio Haryanto      | Manor Racing MRT              | Manor MRT05            | Mercedes PU106C Hybrid 1.6T V6 | P     |
| 94 | Pascal Wehrlein   | Manor Racing MRT              | Manor MRT05            | Mercedes PU106C Hybrid 1.6T V6 | P     |
| Nr | Kierowca          | Zespół                        | Samochód               | Silnik                         | Opony |

## Wyniki

### Sesje treningowe

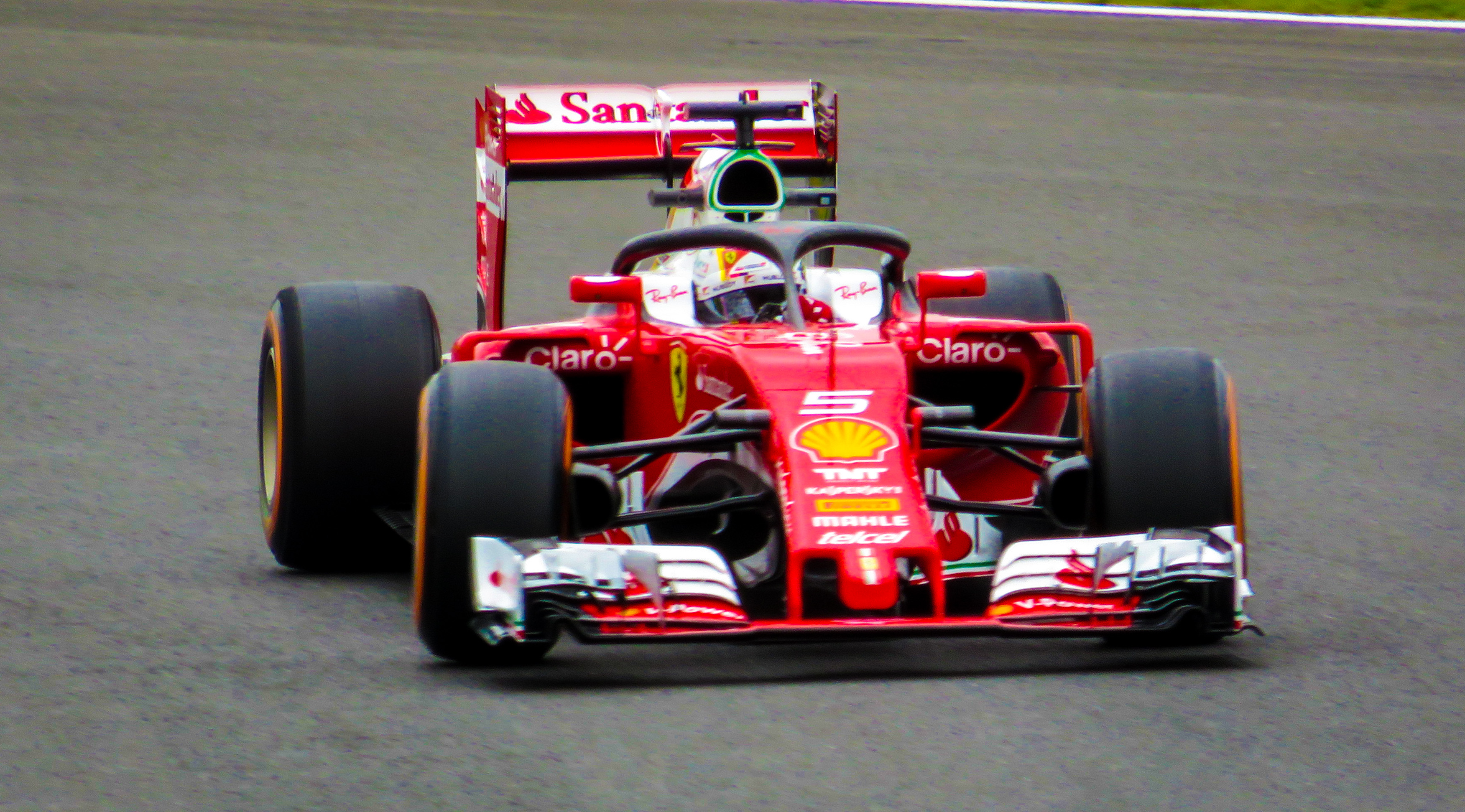
Sebastian Vettel testujący system Halo podczas jednej z sesji treningowych

Źródło: Wyprzedź Mnie!
| Sesja | Nr | Kierowca       | Konstruktor | Czas     | Okr. |
| ----- | -- | -------------- | ----------- | -------- | ---- |
| 1     | 44 | Lewis Hamilton | Mercedes    | 1:31,654 | 30   |
| 2     | 44 | Lewis Hamilton | Mercedes    | 1:31,660 | 35   |
| 3     | 44 | Lewis Hamilton | Mercedes    | 1:30,904 | 10   |

### Kwalifikacje

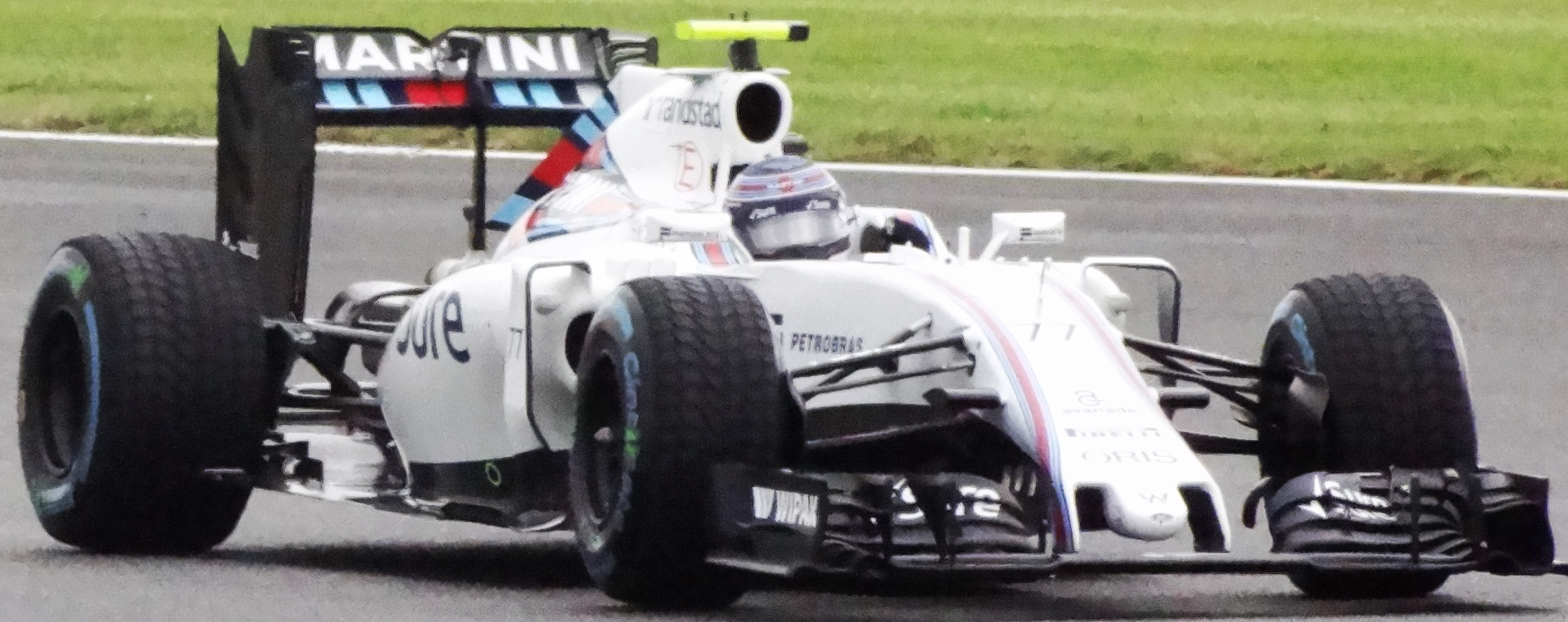
Valtteri Bottas podczas kwalifikacji

Źródło: Wyprzedź Mnie!
| Poz. | Nr | Kierowca          | Konstruktor          | Q1       | Q2       | Q3       | Poz. s. |
| --- | --- | ----------------- | -------------------- | -------- | -------- | -------- | ------- |
| 1 | 44 | Lewis Hamilton    | Mercedes             | 1:30,739 | 1:29,243 | 1:29,287 | 1       |
| 2 | 6 | Nico Rosberg      | Mercedes             | 1:30,724 | 1:29,970 | 1:29,606 | 2       |
| 3 | 33 | Max Verstappen    | Red Bull–TAG Heuer   | 1:31,305 | 1:30,697 | 1:30,313 | 3       |
| 4 | 3 | Daniel Ricciardo  | Red Bull–TAG Heuer   | 1:31,684 | 1:31,319 | 1:30,618 | 4       |
| 5 | 7 | Kimi Räikkönen    | Ferrari              | 1:31,326 | 1:31,385 | 1:30,881 | 5       |
| 6 | 5 | Sebastian Vettel  | Ferrari              | 1:31,606 | 1:30,711 | 1:31,490 | 11      |
| 7 | 77 | Valtteri Bottas   | Williams–Mercedes    | 1:31,913 | 1:31,478 | 1:31,557 | 6       |
| 8 | 55 | Carlos Sainz Jr.  | Toro Rosso–Ferrari   | 1:32,115 | 1:31,708 | 1:31,989 | 7       |
| 9 | 27 | Nico Hülkenberg   | Force India–Mercedes | 1:32,349 | 1:31,770 | 1:32,172 | 8       |
| 10 | 14 | Fernando Alonso   | McLaren–Honda        | 1:32,281 | 1:31,740 | 1:32,343 | 9       |
| 11 | 11 | Sergio Pérez      | Force India–Mercedes | 1:32,336 | 1:31,875 | –        | 10      |
| 12 | 19 | Felipe Massa      | Williams–Mercedes    | 1:32,146 | 1:32,002 | –        | 12      |
| 13 | 8 | Romain Grosjean   | Haas–Ferrari         | 1:32,283 | 1:32,050 | –        | 13      |
| 14 | 21 | Esteban Gutiérrez | Haas–Ferrari         | 1:32,237 | 1:32,241 | –        | 14      |
| 15 | 26 | Daniił Kwiat      | Toro Rosso–Ferrari   | 1:32,553 | 1:32,306 | –        | 15      |
| 16 | 20 | Kevin Magnussen   | Renault              | 1:32,729 | 1:37,060 | –        | 16      |
| 17 | 22 | Jenson Button     | McLaren–Honda        | 1:32,788 | –        | –        | 17      |
| 18 | 30 | Jolyon Palmer     | Renault              | 1:32,905 | –        | –        | 18      |
| 19 | 88 | Rio Haryanto      | MRT–Mercedes         | 1:33,098 | –        | –        | 19      |
| 20 | 94 | Pascal Wehrlein   | MRT–Mercedes         | 1:33,151 | –        | –        | 20      |
| 21 | 12 | Felipe Nasr       | Sauber–Ferrari       | 1:33,544 | –        | –        | 21      |
| Nie wystartowali / niedopuszczeni do ponownego startu | |                   |                      |          |          |          |         |
| | 9 | Marcus Ericsson   | Sauber–Ferrari       | –        | –        | –        | PIT     |
| Poz. | Nr | Kierowca          | Konstruktor          | Q1       | Q2       | Q3       | Poz. s. |
| \| Legenda \| Legenda \| \| ------------------------ \| ---------------------------------------------------------------------------------------------------------------------------------------------------------------------------------------------------------------------------------------------------------------- \| \| Poz. Nr Q1 Q2 Q3 Poz. s. \| Pozycja zajęta w sesji kwalifikacyjnej Numer startowy kierowcy Wynik uzyskany w pierwszej części kwalifikacji Wynik uzyskany w drugiej części kwalifikacji Wynik uzyskany w trzeciej części kwalifikacji Pozycja startowa po uwzględnięniu kar, przesunięć, itp. \| | |                   |                      |          |          |          |         |
| Legenda | |                   |                      |          |          |          |         |
| Poz. Nr Q1 Q2 Q3 Poz. s. | Pozycja zajęta w sesji kwalifikacyjnej Numer startowy kierowcy Wynik uzyskany w pierwszej części kwalifikacji Wynik uzyskany w drugiej części kwalifikacji Wynik uzyskany w trzeciej części kwalifikacji Pozycja startowa po uwzględnięniu kar, przesunięć, itp. |                   |                      |          |          |          |         |

### Wyścig

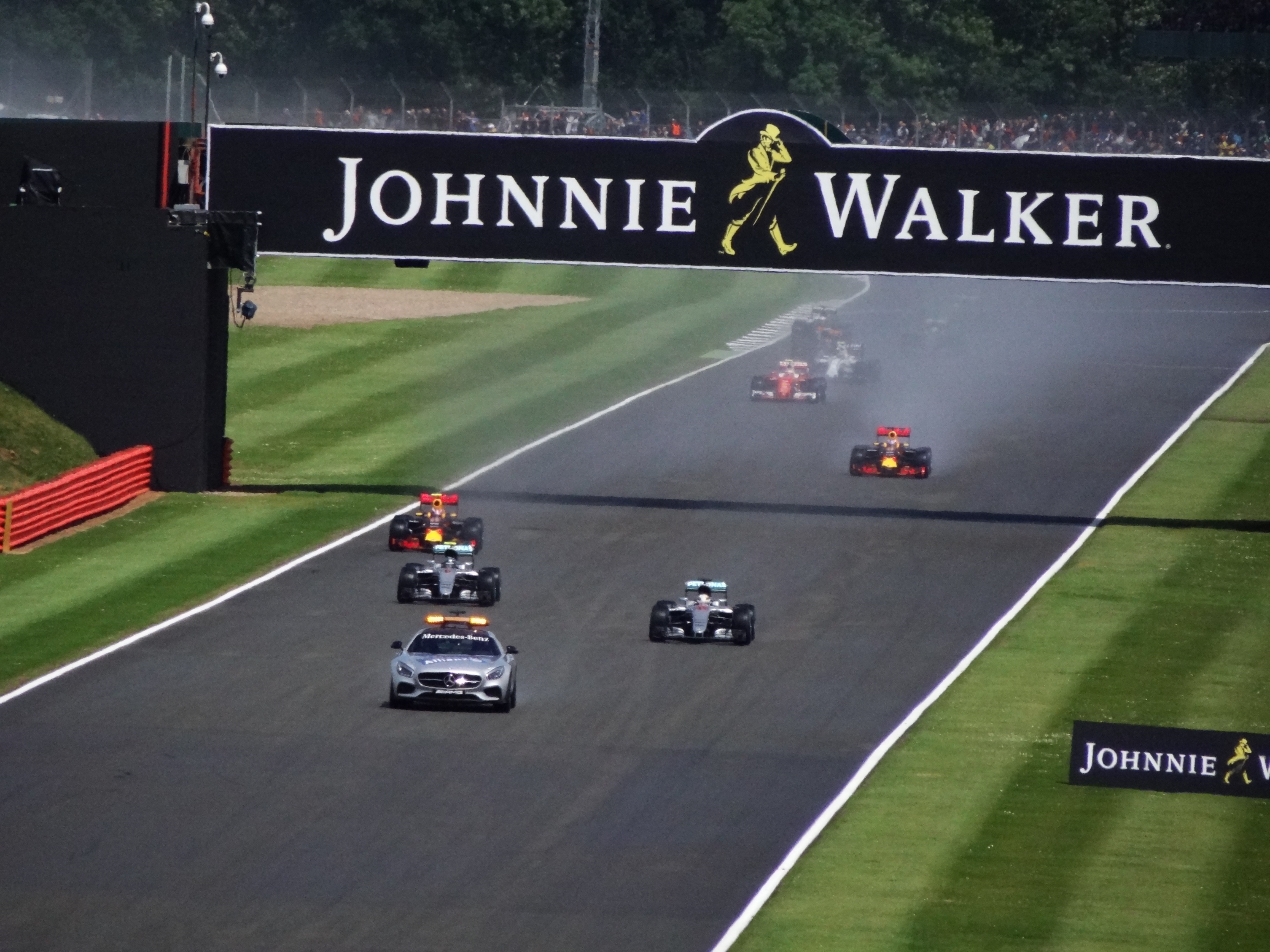
Samochód bezpieczeństwa prowadzący stawkę na pierwszym okrążeniu wyścigu

Źródło: Wyprzedź Mnie!
| P                 | + / –     | Nr | Kierowca          | Konstruktor          | Okr. | Czas / Strata | Komentarz                  |
| ----------------- | --------- | -- | ----------------- | -------------------- | ---- | ------------- | -------------------------- |
| 1                 | Bez zmian | 44 | Lewis Hamilton    | Mercedes             | 52   | 1:34:55,831   |                            |
| 2                 | 1         | 33 | Max Verstappen    | Red Bull–TAG Heuer   | 52   | +0:08,250     |                            |
| 3                 | 1         | 6  | Nico Rosberg      | Mercedes             | 52   | +0:16,911     | [ b ] [ 6 ]                |
| 4                 | Bez zmian | 3  | Daniel Ricciardo  | Red Bull–TAG Heuer   | 52   | +0:26,211     |                            |
| 5                 | Bez zmian | 7  | Kimi Räikkönen    | Ferrari              | 52   | +1:09,743     |                            |
| 6                 | 4         | 11 | Sergio Pérez      | Force India–Mercedes | 52   | +1:16,941     |                            |
| 7                 | 1         | 27 | Nico Hülkenberg   | Force India–Mercedes | 52   | +1:17,712     |                            |
| 8                 | 1         | 55 | Carlos Sainz Jr.  | Toro Rosso–Ferrari   | 52   | +1:25,858     |                            |
| 9                 | 2         | 5  | Sebastian Vettel  | Ferrari              | 52   | +1:31,654     |                            |
| 10                | 5         | 26 | Daniił Kwiat      | Toro Rosso–Ferrari   | 52   | +1:32,600     |                            |
| 11                | 1         | 19 | Felipe Massa      | Williams–Mercedes    | 51   | +1 okr.       |                            |
| 12                | 5         | 22 | Jenson Button     | McLaren–Honda        | 51   | +1 okr.       |                            |
| 13                | 4         | 14 | Fernando Alonso   | McLaren–Honda        | 51   | +1 okr.       |                            |
| 14                | 8         | 77 | Valtteri Bottas   | Williams–Mercedes    | 51   | +1 okr.       |                            |
| 15                | 6         | 12 | Felipe Nasr       | Sauber–Ferrari       | 51   | +1 okr.       |                            |
| 16                | 2         | 21 | Esteban Gutiérrez | Haas–Ferrari         | 51   | +1 okr.       |                            |
| 17                | 1         | 20 | Kevin Magnussen   | Renault              | 49   | +3 okr.       | skrzynia biegów            |
| Niesklasyfikowani |           |    |                   |                      |      |               |                            |
|                   |           | 30 | Jolyon Palmer     | Renault              | 37   | +15 okr.      | skrzynia biegów            |
|                   |           | 88 | Rio Haryanto      | MRT–Mercedes         | 24   | +28 okr.      | wypadł z toru              |
|                   |           | 8  | Romain Grosjean   | Haas–Ferrari         | 17   | +35 okr.      | układ przeniesienia napędu |
|                   |           | 9  | Marcus Ericsson   | Sauber–Ferrari       | 11   | +41 okr.      | elektryka                  |
|                   |           | 94 | Pascal Wehrlein   | MRT–Mercedes         | 6    | +46 okr.      | wypadł z toru              |
| P                 | + / –     | Nr | Kierowca          | Konstruktor          | Okr. | Czas / Strata | Komentarz                  |

### Najszybsze okrążenie
Źródło: Wyprzedź Mnie!
| Nr | Kierowca     | Konstruktor | Czas     | Okr. |
| -- | ------------ | ----------- | -------- | ---- |
| 6  | Nico Rosberg | Mercedes    | 1:35,548 | 44   |

## Prowadzenie w wyścigu
Źródło: Racing–Reference.info
| Nr                              | Kierowca       | Okrążenia   | Suma |
| ------------------------------- | -------------- | ----------- | ---- |
| 44                              | Lewis Hamilton | 1-17, 18-52 | 51   |
| 33                              | Max Verstappen | 17-18       | 1    |
| \| Wykres \| \| ------ \| \| \| |                |             |      |
| Wykres                          |                |             |      |
|                                 |                |             |      |

## Klasyfikacja po zakończeniu wyścigu

### Kierowcy
| P  | +/− | Kierowca          | Starty | Punkty | P1 | P2 | P3 | PP | NO | NS |
| -- | --- | ----------------- | ------ | ------ | -- | -- | -- | -- | -- | -- |
| 1  | 0   | Nico Rosberg      | 10     | 168    | 5  | –  | 1  | 3  | 5  | 1  |
| 2  | 0   | Lewis Hamilton    | 10     | 167    | 4  | 2  | 1  | 6  | 2  | 1  |
| 3  | +1  | Kimi Räikkönen    | 10     | 106    | –  | 2  | 2  | –  | –  | 2  |
| 4  | +1  | Daniel Ricciardo  | 10     | 100    | –  | 1  | –  | 1  | 1  | –  |
| 5  | −2  | Sebastian Vettel  | 9      | 98     | –  | 3  | 2  | –  | –  | 2  |
| 6  | 0   | Max Verstappen    | 10     | 90     | 1  | 2  | –  | –  | –  | 2  |
| 7  | 0   | Valtteri Bottas   | 10     | 54     | –  | –  | 1  | –  | –  | –  |
| 8  | 0   | Sergio Pérez      | 10     | 47     | –  | –  | 2  | –  | –  | –  |
| 9  | 0   | Felipe Massa      | 10     | 38     | –  | –  | –  | –  | –  | 1  |
| 10 | 0   | Romain Grosjean   | 10     | 28     | –  | –  | –  | –  | –  | 2  |
| 11 | +2  | Nico Hülkenberg   | 10     | 26     | –  | –  | –  | –  | 1  | 2  |
| 12 | 0   | Carlos Sainz Jr.  | 10     | 26     | –  | –  | –  | –  | –  | 2  |
| 13 | −2  | Daniił Kwiat      | 9      | 23     | –  | –  | 1  | –  | 1  | 3  |
| 14 | 0   | Fernando Alonso   | 9      | 18     | –  | –  | –  | –  | –  | 3  |
| 15 | 0   | Jenson Button     | 10     | 13     | –  | –  | –  | –  | –  | 2  |
| 16 | 0   | Kevin Magnussen   | 10     | 6      | –  | –  | –  | –  | –  | 1  |
| 17 | 0   | Pascal Wehrlein   | 10     | 1      | –  | –  | –  | –  | –  | 2  |
| 18 | 0   | Stoffel Vandoorne | 1      | 1      | –  | –  | –  | –  | –  | –  |
| 19 | 0   | Esteban Gutiérrez | 10     | 0      | –  | –  | –  | –  | –  | 2  |
| 20 | 0   | Jolyon Palmer     | 9      | 0      | –  | –  | –  | –  | –  | 3  |
| 21 | 0   | Marcus Ericsson   | 10     | 0      | –  | –  | –  | –  | –  | 3  |
| 22 | 0   | Felipe Nasr       | 10     | 0      | –  | –  | –  | –  | –  | 1  |
| 23 | 0   | Rio Haryanto      | 10     | 0      | –  | –  | –  | –  | –  | 3  |
| P  | +/− | Kierowca          | Starty | Punkty | P1 | P2 | P3 | PP | NO | NS |

### Konstruktorzy
| P  | +/− | Konstruktor               | Starty | Punkty | P1 | P2 | P3 | PP | NO | NS |
| -- | --- | ------------------------- | ------ | ------ | -- | -- | -- | -- | -- | -- |
| 1  | 0   | Mercedes                  | 20     | 335    | 9  | 2  | 2  | 9  | 7  | 2  |
| 2  | 0   | Ferrari                   | 19     | 204    | –  | 5  | 4  | –  | –  | 4  |
| 3  | 0   | Red Bull Racing TAG Heuer | 19     | 198    | 1  | 3  | 1  | 1  | 1  | 1  |
| 4  | 0   | Williams Mercedes         | 20     | 92     | –  | –  | 1  | –  | –  | 1  |
| 5  | 0   | Force India Mercedes      | 20     | 73     | –  | –  | 2  | –  | 1  | 2  |
| 6  | 0   | Toro Rosso Ferrari        | 20     | 41     | –  | –  | –  | –  | 1  | 6  |
| 7  | 0   | McLaren Honda             | 20     | 32     | –  | –  | –  | –  | –  | 5  |
| 8  | 0   | Haas Ferrari              | 20     | 28     | –  | –  | –  | –  | –  | 4  |
| 9  | 0   | Renault                   | 19     | 6      | –  | –  | –  | –  | –  | 4  |
| 10 | 0   | MRT Mercedes              | 20     | 1      | –  | –  | –  | –  | –  | 5  |
| 11 | 0   | Sauber Ferrari            | 20     | 0      | –  | –  | –  | –  | –  | 4  |
| P  | +/− | Konstruktor               | Starty | Punkty | P1 | P2 | P3 | PP | NO | NS |